# جوزفين دانغلو
جوزفين دانغلو (بالإنجليزية: Josephine D'Angelo)‏ هي لاعب كرة قاعدة أمريكية، ولدت في 23 نوفمبر 1924 في شيكاغو في الولايات المتحدة، وتوفيت في 18 أغسطس 2013 في بارك ريدج في الولايات المتحدة.